# Acronicta superba
Acronicta superba là một loài bướm đêm trong họ Noctuidae.